# Louis Adam

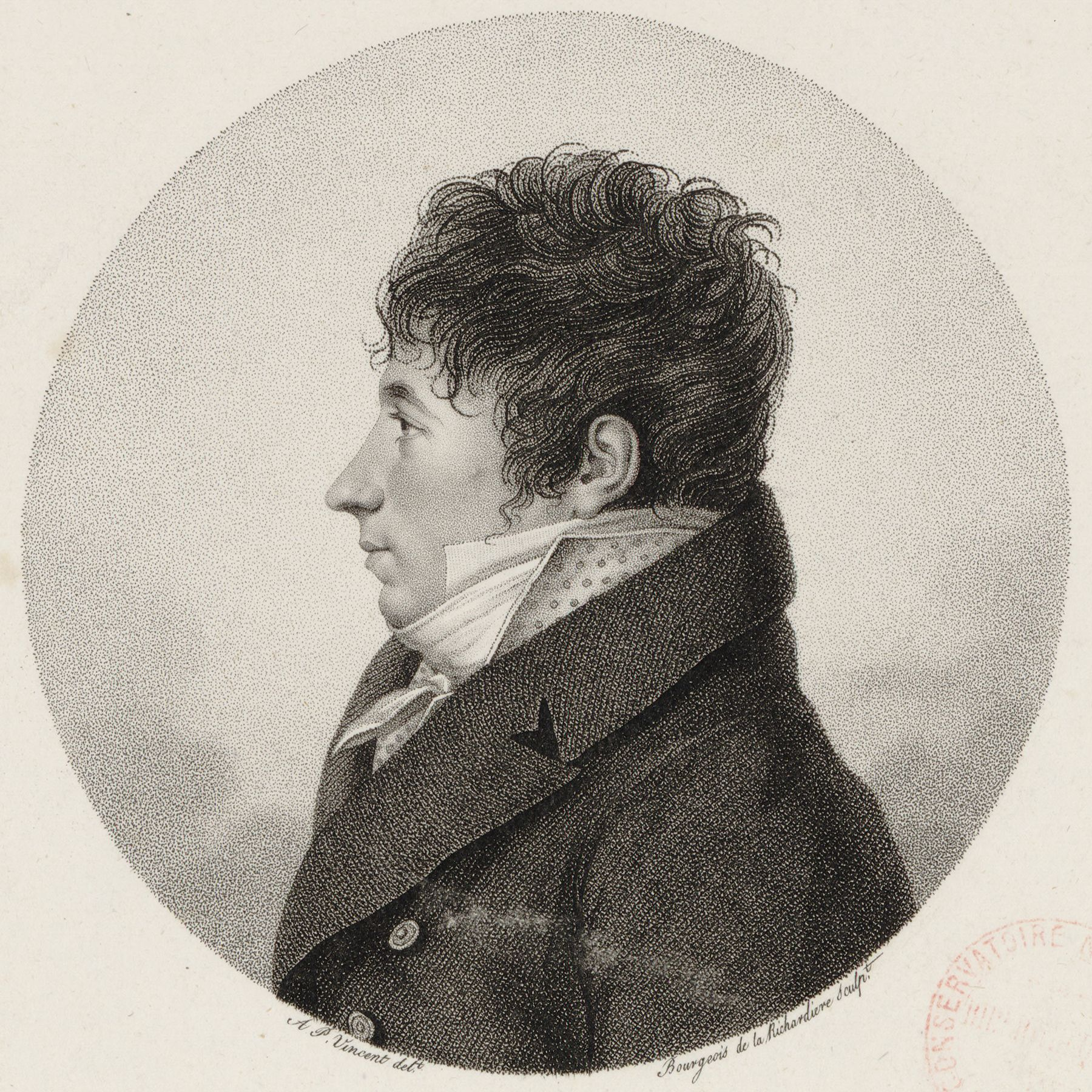
Louis Adam, 1810

Jean-Louis (Johann Ludwig) Adam (* 3. Dezember 1758 in Muttersholtz, Elsass; † 8. April 1848 in Paris) war ein französischer Komponist, Klavierpädagoge und Klaviervirtuose.

## Leben

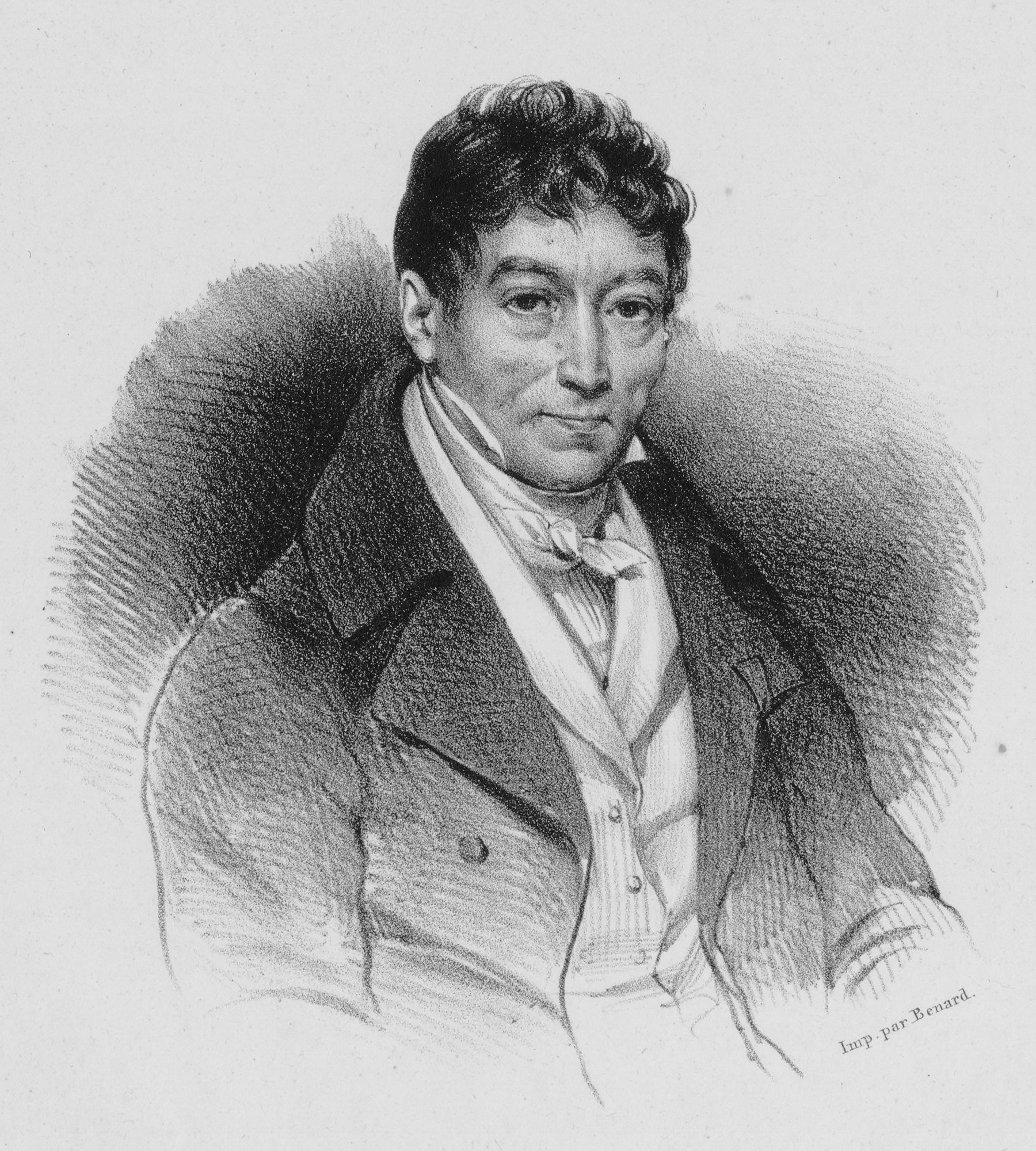
Louis Adam

Louis Adam erlernte schon im frühen Alter das Spielen von Harfe und Violine. Orgelunterricht erhielt er in Straßburg von einem Organisten namens Hepp († 1800). Er widmete sich jedoch ab dem 17. Lebensjahr  ausschließlich dem Klavier, das er zu einem großen Teil als Autodidakt erlernte. Er benutzte die Schriften und Werke Carl Philipp Emanuel Bachs, Georg Friedrich Händels, Johann Sebastian Bachs, Domenico Scarlattis, Johann Schoberts, Muzio Clementis und Wolfgang Amadeus Mozarts. Auch Komposition erlernte er autodidaktisch nach den Schriften von Johann Mattheson, Johann Joseph Fux und Friedrich Wilhelm Marpurg. Mit 17 Jahren kam er nach Paris, um Musik zu machen. Er lernte Christoph Willibald Gluck kennen, der ihn protegierte. Bei den Concert spirituel trat er mit den Deux simphonies concertantes für Harfe, Klavier und Violine an die Öffentlichkeit. Seit dieser Zeit arbeitete er als Klavierlehrer und komponierte. Er heiratete recht früh  die Tochter eines Musikalienhändlers. Sie verstarb nach einem Jahr Ehe. Während der Revolution heiratet er ein zweites Mal. Dieses Mal die Schwester des Marquis Louvois. Beide waren in dieser Ehe nicht glücklich und sie wurde bald geschieden. 1797 wurde er zum Klavierlehrer am Konservatorium ernannt. Zunächst als Lehrer der zweiten Klasse, wurde er 1800 zum Lehrer der ersten Klasse befördert.  1802 heiratete er seine Schülerin Elisa Coste, die Tochter eines bekannten Arztes. Nach einem Jahr Ehe wurde am 24. Juli 1803  Adolphe Adam geboren. Als Lehrer am Konservatorium  erarbeitete er sich einen sehr guten Ruf als Klavierpädagoge. Zu seinen Schülern zählten unter anderem Friedrich Kalkbrenner, Charles Chaulieu, Henry Lemoine, Ferdinand Hérold und sein Sohn Adolphe Adam. 1829 wurde er zum Ritter der Französischen Ehrenlegion ernannt. Am 15. November 1842 ging er mit dem Titel Inspecteur général des classes de piano [Generalinspektor der Klavierklassen] in den Ruhestand.

## Werke (Auswahl)

### Lehrwerke
- gemeinsam mit Ludovit Václav Lachnit: Méthode ou principe générale du doigté pour le Forté-piano, 1798[1][Digitalisat 1]
- Méthode nouvelle du piano (Paris 1802; deutsch von Carl Czerny, Wien 1826) Adam veröffentlichte dieses Lehrwerk als Ergebnis Erfahrungen als Klavierpädagoge. Seine zahlreichen Schüler trugen zur weiten Verbreitung des Werkes bei.[1]
- Méthode de piano du Conservatoire, erste Veröffentlichung 1804 bei Marchand in Paris[4]

### Kompositionen
- Trois sonates dans le genre de simphonies concertantes pour le clavecin ou le forte-piano avec accompagnement de violon op. 1, herausgegeben 1781 von Le Marchand in Paris[5]
- Six sonates pour le clavecin ou le forte-piano avec accompagnement de violon op. 2, herausgegeben 1778 von Madame Le Marchand in Paris OCLC 1064964253 Sonata I in A, Sonata II in G, Sonata III in E, Sonata IV in F, Sonata V in E♭, Sonata VI in B♭
- Trois sonates en trio pour le clavecin ou forte-piano avec un accompagnement de violon et basse op. 3, herausgegeben 1781 von Madame Le Marchand in Paris[6] OCLC 43872005 Nr. 1 G-Dur, Nr. 2 D-Dur, Nr. 3 e-moll
- Trois sonates pour le clavecin ou le piano-forte avec un accompagnement de violon op. 4, herausgegeben von Adam 1785[7] OCLC 1063685004 Sonata I in E♭-Dur, Sonata II in F-Dur, Sonata III in E♭-Dur
- Symphonie concertante pour le forte-piano à quatre mains ou pour deux piano-forte op. 5 I Allegro II Andante con espressione III Rondo, herausgegeben 1800 von Naderman et Mme Le Menu in Paris[8] OCLC 1064585133
- Trois sonates pour le forte-piano, la seconde sonate est avec accompagnement de violon obligé op. 6, herausgegeben 1800 von Boyer in Paris[9] OCLC 823508024[Digitalisat 2]
- Trois sonates pour le piano-forte avec accompagnement de violon non obligé pour les deux premières et la troisième sans accompagnementop. 7, herausgegeben 1794 von Boyer in Paris[10] OCLC 968342935[Digitalisat 3]
- 3 Grandes Sonates pour le forte-piano op. 8 OCLC 66908435  Nr. 1 E♭-Dur Nr. 2 C-Dur, Nr. 3 F-Dur[Digitalisat 4]
- Grande sonate pour le forté-piano in H – Dur op. 9 I Allegro maestoso II Larghetto-Romance grazioso III Allegro-Rondo scherzevole, der Madame de Bondy gewidmet, 1808 publiziert bei Pleyel in Paris[11] OCLC 1063642033[Digitalisat 5]
- Grande sonate dans le style dramatique op. 10, publiziert bei Pleyel in Paris[Digitalisat 6]
- Grande sonate pour le forté-piano in D – Dur op. 12 I Allegro spirituoso e brillante II Andante III Rondo-Pastorale-Finale, der Baronin de La Bouillerie gewidmet[12][Digitalisat 7]
- Grande Sonate composée pour le pianoforte op. 13[13] OCLC 1262058721[Digitalisat 8]
- Air du Bon roi Dagobert avec douze variations précédé d'un prélude ou introduction, 1808 publiziert  bei Duhan in Paris[14] OCLC 989971695
- Deux simphonies concertantes pour le clavecin ou forte-piano et harpe obligée avec un accompagnement de violon ad libitum[15]
  - Simphonie Nr. 1 in C – Dur: I Majestueux II Andantino avec expression III Rondo
  - Simphonie Nr. 2 in Es-Dur: I Moderé II Un poco Adagio III Mouvement du Menuet
- Recueil de romances et chansons, avec accompagnement de piano-forte, ou harpe, Naderman, Paris, um 1795 OCLC 823937746[Digitalisat 9]
- Sonate avec violon obligé[Digitalisat 10][Digitalisat 11]

## Digitalisate
1. ↑  Méthode ou principe générale du doigté pour le Forté-piano als Digitalisat der SLUB
2. ↑  3 Sonatas, Op.6 als Digitalisat beim IMSLP
3. ↑  3 Piano Sonatas, Op.7 als Digitalisat beim IMSLP
4. ↑  3 Piano Sonatas, Op.8  als Digitalisat beim IMSLP
5. ↑  Piano Sonata, Op.9  als Digitalisat beim IMSLP
6. ↑  Grande sonate dans le style dramatique op. 10 als Digitalisat im Internet Archive
7. ↑  Piano Sonata, Op.12  als Digitalisat beim IMSLP
8. ↑  Piano Sonata, Op.13 als Digitalisat beim IMSLP
9. ↑  Recueil de Romances et Chansons als Digitalisat beim IMSLP
10. ↑  Sonate avec violon obligé als Digitalisat im Internet Archive
11. ↑  Sonate avec violon obligé als Digitalisat bei Gallica